# Ташкент
Вижте пояснителната страница за други значения на Ташкент.
Ташкент (на узбекски: Toshkent или Тошкент) е настоящата столица на Узбекистан. Градът има статут на самостоятелна област, а също така е и административен център на Ташкентска област. През 2023 година населението на града възлиза на 3 095 498 души, а населението на градската агломерация е над 5 000 000 души.
Ташкент е изцяло подновен през 70-те и 80-те години на XX век след разрушително земетресение от 26 април 1966.

## История
За първи път се споменава през II-I век пр.н.е. Под името Ташкент е известен от 11 в. Предполага се, че името идва от тюркската думата „таш“, означаваща камък. През XIV век влиза в състава на империята на Тимур, а след това е част от Кокандското ханство. През този период, градът е ограден с ров и глинена стена с дължина близо 20 км, с 12 порти. Новата част на града е основана след превземането на града от руските войски през 1865 г. и е отделена от старата част с канала Анхор. През следващите десетилетия Ташкент е административен център на руския Туркестански край.
В началото на XX век в града вече живеят над 200 000 души. В града има 4 мъжки и две женски гимназии, професионална гимназия по железопътен транспорт. В края на 1914 г. е основано Ташкентското военно училище.
По времето на Втората световна война Ташкент става един от центровете на евакуация. Тук са преместени много заводи, фабрики, театри и киностудии. В града живеят и много евакуирани цивилни граждани, сред които и известната поетеса Анна Ахматова.

## Икономика
Водещият отрасъл на промишлеността е тежкото машиностроене. Развита е също и леката промишленост, главно трикотажната и хранително-вкусовата. Градът е важен транспортен възел. Има две летища, главното е „Ташкент – Южний“ и се намира в южната част на града. Годишно през него преминават 2 млн. пътници. В Ташкент се намира и единственото метро в Средна Азия, което функционира от 6 ноември 1977 г. Има 4 линии с обща дължина 59,5 км с 43 станции.

## Интересни факти
Ташкентската телевизионна кула е втората сграда по височина в Средна Азия. Височината ѝ е 375 м и е на девето място в света по височина на телевизионни кули.
През декември 1874 г. е пуснат градският водопровод.
Новият Ташкентски зоопарк е открит през 1997 г. Има площ около 23 хектара и над 3000 животни от 415 вида.

## Известни личности
Родени в Ташкент
- Вадим Масон (р. 1929), руски археолог
- Александър Граф (р. 1962), германски шахматист

Починали в Ташкент
- Вера Комисаржевска (1864 – 1910), руска актриса
- Леонид Николаев (1878 – 1942), руски пианист

Други личности, свързани с Ташкент
- Анна Ахматова (1889 – 1966), руска поетеса, живяла в града през 1941 – 1944 г.

## Побратимени градове
- Алмати, Казахстан
- Астана, Казахстан
- Берлин, Германия от 1993 г.
- Днипро, Украйна
- Истанбул, Турция
- Карачи, Пакистан
- Казан, Русия
- Кайро, Египет
- Москва, Русия
- Пекин, Китай
- Рига, Латвия
- Сиатъл, САЩ
- Скопие, Северна Македония
- Хасково, България